# 小平浪平
小平 浪平（おだいら なみへい、1874年1月15日 - 1951年10月5日）は、日本の技術者・実業家で、株式会社日立製作所の創業者である。
東京帝国大学工科大学電気工学科（現・東京大学工学部）を卒業し、日立製作所専務取締役や同社の初代取締役社長などを歴任した。
1910年には、国産初の5馬力誘導電動機（モーター）を完成させた。

## 来歴・人物
小平は1874年1月15日、小平惣八、チヨの次男として栃木県下都賀郡家中村大字合戦場（現・栃木市都賀町合戦場）に生まれる。合戦場小学校（後に栃木小学校に転校）、栃木高等小学校を経て上京、東京英語学校を卒業。第一高等中学校を受験するも失敗し、その間に父が多額の借金を遺して病没。兄が医師になる道を諦め、地元の銀行に就職することで学費を捻出すると言う苦難に見舞われる。小平は一念発起し、1年の浪人を経て第一中学校（在学中に第一高等学校に改組）に合格。東京帝国大学工科大学電気工学科を卒業する。小平は、大学時代は写真旅行に夢中になり1年留年し、決して成績優秀とは言えなかったが、この頃に外国技術に頼らない国産技術を興したいという強い思いを抱いた。
卒業後、藤田組小坂鉱山に電気主任技術者として入社し、発電所づくりに携わる。1905年、也笑と結婚。その後、広島水力電気株式会社、東京電燈株式会社（現・東京電力）を経て、1906年、久原鉱業所日立鉱山に工作課長として入社する。
工作課長時代の小平は、鉱山における土木建築工事、機械・電気設備の設計・設置の指揮を行うとともに、鉱山で使用する電力を確保するために、中里発電所、石岡発電所の水力発電所を設置した。そのため、蒸気機関が主な動力であった当時の日本にあって、日立鉱山は送風、用水、輸送から電灯、精錬に至るまで電化が進んでいた。また、小平は高尾直三郎、馬場粂夫など東京帝大電気工学科卒の優秀なエンジニアを入社させたが、彼らが工場の豊富な電力を利用して設備を内製したことが、後の日立製作所の製品群の基礎となった。
1910年、自ら設計・製図を行い、国産初の5馬力電動機を3台製作した。つづいて200馬力の電動機を製作すると、修理工場を発展させて電気機械製作事業を始める決心をする。1910年の初めに、小平は久原房之助に新工場の建設を嘆願する。これが認められ、同年11月には宮田芝内（日立市白銀町）にて、敷地面積4181m2の工場を建設した。これが日立製作所の創業とされる。また、従業員教育を目的として、同年には徒弟養成所（現・日立工業専修学校）を設立した。
1911年7月、小平は久原鉱業の機械工場として日立製作所を設立した。1920年、久原鉱業から日立製作所が独立し、資本金1000万円・従業員2700人の株式会社となる。1929年、同社の初代取締役社長に就任した。
1947年、軍需工場の役割も果たしていた日立製作所の役員が公職追放となり総退陣。小平も社長を退任し、隠居生活を送る。後任社長には常務取締役で山口県の笠戸工場を担当していた倉田主税が就任した。
1951年、追放解除に伴い、日立製作所の相談役に復帰する。同年6月27日には、日立造船の相談役に就任するも、在任中の10月5日に病死。享年77であった。

## 記念施設

### 生家
小平浪平が生まれ育った栃木県栃木市にある生家が、市に寄付されることになった。地元の顕彰団体「小平浪平翁記念会」の働き掛けで実現。補修後は広く公開するなど市のシンボルとしての活用が期待される。2020年1月には、小平浪平の志や事績に学ぶ「晃南塾」が生家で開講された。

### 小平記念館
旧小平記念館は1956年10月に完成した施設で日立市幸町（日立製作所海岸工場内）にあった。設計は内田祥三。日立製作所の新人研修で訪れる場所とされ、一般開放も行われていたことから校外学習や観光ツアーの見学者も受け入れていた。しかし、旧小平記念館は施設の老朽化などから2021年3月に閉館し、解体されることになった。
2021年11月に日立市大みか町に新たな小平記念館を含む「日立オリジンパーク」が開設された。